# René Leriche
Pour les articles homonymes, voir Leriche.
René Leriche, né le 12 octobre 1879 à Roanne (Loire) et mort le 28 décembre 1955 à Cassis (Bouches-du-Rhône), est un chirurgien et physiologiste français.
Sensibilisé par les nombreux blessés de la Première Guerre mondiale, il est l'un des premiers à mettre en pratique une chirurgie douce, économe en sang et aussi peu traumatisante que possible. Il est spécialiste de la douleur, de la chirurgie vasculaire et du tronc sympathique. Deux syndromes portent son nom, l'algoneurodystrophie et l'oblitération aorto-iliaque. 
Il a formé de nombreux élèves, notamment Michael E. DeBakey, João Cid dos Santos, René Fontaine et Jean Kunlin. 
Sous le régime de Vichy, il est le premier président de l'Ordre des médecins.

## Biographie

### Famille et études
René Leriche naît dans une famille de sept enfants au 1 rue Cadore à Roanne, il est le troisième enfant d'Ernest Leriche (1843-1915), avoué près le tribunal civil de Roanne et d'Anne Chamussy (1854-1923), issue d'une famille roannaise d'industriels du textile. Il est le frère de Marc Leriche (1885-1918), sculpteur et de Paul Leriche (1876-1927), peintre,. 
René Leriche est issu d'une vieille famille de médecins lyonnais. Par exemple, son grand-oncle maternel Lucien Girin, médecin à l'Hôtel-Dieu de Lyon, était adepte de la phrénologie : il lui palpa les bosses frontales à l'âge de 5 ou 6 ans en lui déclarant qu'il sera chirurgien.
Il fait ses études primaires chez les Frères de la Doctrine chrétienne dans une classe réservée pour les enfants de la bourgeoisie de Roanne puis ses études secondaires au collège de Saint-Chamond tenu par les pères maristes. En 1893, il obtient son baccalauréat en rhétorique. Il se pose alors la question de suivre les pas de son grand-père, de son grand-oncle et de son oncle dans la voie de la chirurgie, ou encore d'entrer à l'École militaire de Saint-Cyr pour embrasser une carrière militaire. Au mois de mars 1894, il change d’avis et écrit à ses parents qu’il veut devenir chirurgien. Il achève son baccalauréat de philosophie pour entrer à la Faculté des sciences de Lyon en novembre, et préparer le PCN (Physique, Chimie, Sciences Naturelles). 
De 1899 à 1900, René Leriche fait son service militaire au 98e régiment d'infanterie. Au cours de ses études, il se lie d'amitié avec Alexis Carrel qui quittera la France pour les Ėtats-Unis en 1904. Il est interne des hôpitaux de Lyon en 1902, prosecteur d'anatomie en 1905, puis docteur en médecine en 1906 avec une thèse consacrée à la gastrectomie dans le cancer de l'estomac, sous la direction d'Antonin Poncet. Il est chef de clinique de 1906 à 1909, et agrégé de chirurgie en 1910. 
En 1913, à la demande d'Alexis Carrel, il effectue un séjour aux Ėtats-Unis où il visite des hôpitaux de New-York, Chicago, Boston, et Baltimore. Il rencontre les plus grands médecins américains comme Simon Flexner, Harvey Cushing, et surtout William Halsted qui sera pour lui une source d'inspiration.
Le 27 novembre 1910, René Leriche épouse Louise Héliot Calenborn rencontrée deux ans plus tôt alors qu'elle était externe dans le service de Poncet. Son épouse est issue d’une famille catholique autrichienne, elle-même médecin, elle sera sa plus proche collaboratrice,. De ce mariage naîtra une fille : Jacqueline Leriche, née en 1917. 

### Première Guerre mondiale: le chirurgien innovant
Au début de la guerre, il est affecté dans une ambulance chirurgicale automobile ou « Auto-chir » dans les Vosges. Après un court passage à Creil dans un hôpital de triage et de régulation, il est nommé à l'hôpital du Panthéon. Puis en 1916-1917, il passe à l'hôpital russe, hôpital complémentaire installé dans l'annexe de l'hôtel Carlton de Paris,. 
Souhaitant depuis longtemps retourner au front, René Leriche rejoint Robert Proust et son équipe de l'Auto-chir (ACA no 17). René Leriche fut sollicité par l'histologiste et radiobiologiste lyonnais Claudius Regaud pour entrer dans la formation qu'il préparait pour servir d'École de médecine et de chirurgie de guerre dans l'HOE de Bouleuse, près de Reims. Cette école devint un centre réputé d'instruction et de perfectionnement pour tous les médecins et les chirurgiens qui y passaient au point qu'il fut décidé d'y admettre en formation active les Américains fraîchement arrivés. René Leriche y retrouve plusieurs grands noms de la médecine française : le neurologue Georges Guillain, le pathologiste Pierre Masson, il a pour adjoint Paul Santy. Un jeune médecin fraîchement arrivé, Georges Duhamel, vient le rencontrer. 
Il est nommé chirurgien-major de 1re classe le 28 décembre 1917.  À Épernay, se trouve l'Auto-chir no 39 de Paul Lecène avec Albert Policard. C'est avec ce dernier et l'aide de Paul Santy que René Leriche entreprend dans l'HOE des travaux de recherche sur l'ostéogenèse ; il s'intéresse en particulier à la réparation des fracture et au rôle de la vasomotricité sur le site d'un traumatisme. Ces travaux seront pour la plupart perdus au cours d'un bombardement en juin 1918. 
Peu avant la fin de la guerre, René Leriche prend le commandement de l'Auto-chir n°43, mais celle-ci n'aurait pas été déployée avant l'armistice.
Lors de la guerre de 1914-1918, l’idée de René Leriche est de différencier le linge blanc traditionnel dans lequel sont amenés les blessés, du linge des salles d’opérations chirurgicales aseptiques. Il choisit le bleu et fait peindre les salles chirurgicales en bleu. Tout le linge des salles d’opérations est également de couleur bleue : linge opératoire, casaques, calots, masques. Cette couleur sera adoptée dans le monde entier et, pour la première fois, cette convention permet de limiter au mieux les contaminations infectieuses. 

### Entre-deux-guerres: la renommée
À l'âge de 40 ans, il réussit enfin le concours de chirurgien des hôpitaux de Lyon en 1919, après plusieurs échecs d'avant-guerre.
En 1924, il est nommé à la chaire de clinique chirurgicale de l'université de Strasbourg, répondant à l'appel du doyen Georges Weiss après la mort de Louis Sencert. Il occupe ce poste jusqu'en 1932, et le conserve jusqu'à 1939 (après un intermède lyonnais 1932-1934, et simultanément au Collège de France 1936-1950).
C'est la période la plus prolifique de sa vie. Il remplit sa triple fonction de soignant, d'enseignant et de chercheur. Il introduit l'importante notion de chirurgie non agressive. En 1925, lors de sa leçon inaugurale à la chaire de clinique chirurgicale de l’université de Strasbourg, il affirme que la chirurgie ne doit plus se limiter à la correction ou à l’ablation des lésions anatomiques mais qu’elle doit s’attaquer au traitement des troubles fonctionnels. En 1931, il soigne et ampute le maréchal Joffre en fin de vie.
En 1936, il succède à Charles Nicolle au Collège de France à Paris : il y occupera la chaire de Médecine expérimentale de 1937 à 1950. Cela lui permet de continuer ses recherches en y créant un laboratoire de chirurgie expérimentale et de conceptualiser ses théories sur la physiologie et la pathologie. Dans le sillage de Claude Bernard, René Leriche déclare que « la maladie apparaît surtout comme une perversion fonctionnelle »,.
Sa réputation internationale est au plus haut. En 1939, il reçoit la Médaille Lister (en) du Collège royal de chirurgie. Les archives des nominations du Prix Nobel de Médecine, rendues publiques après cinquante ans, indiquent que Leriche a fait l'objet de 79 nominations pour ce prix avant 1940 sans jamais l'obtenir, notamment en 1936 lorsqu'il a été proposé par Charles Nicolle (Prix Nobel 1928). Dans le domaine cardiovasculaire, René Leriche est celui qui a été le plus souvent proposé pour le Prix Nobel.

### Sous l'Occupation: président du Conseil de l'Ordre et collaboration

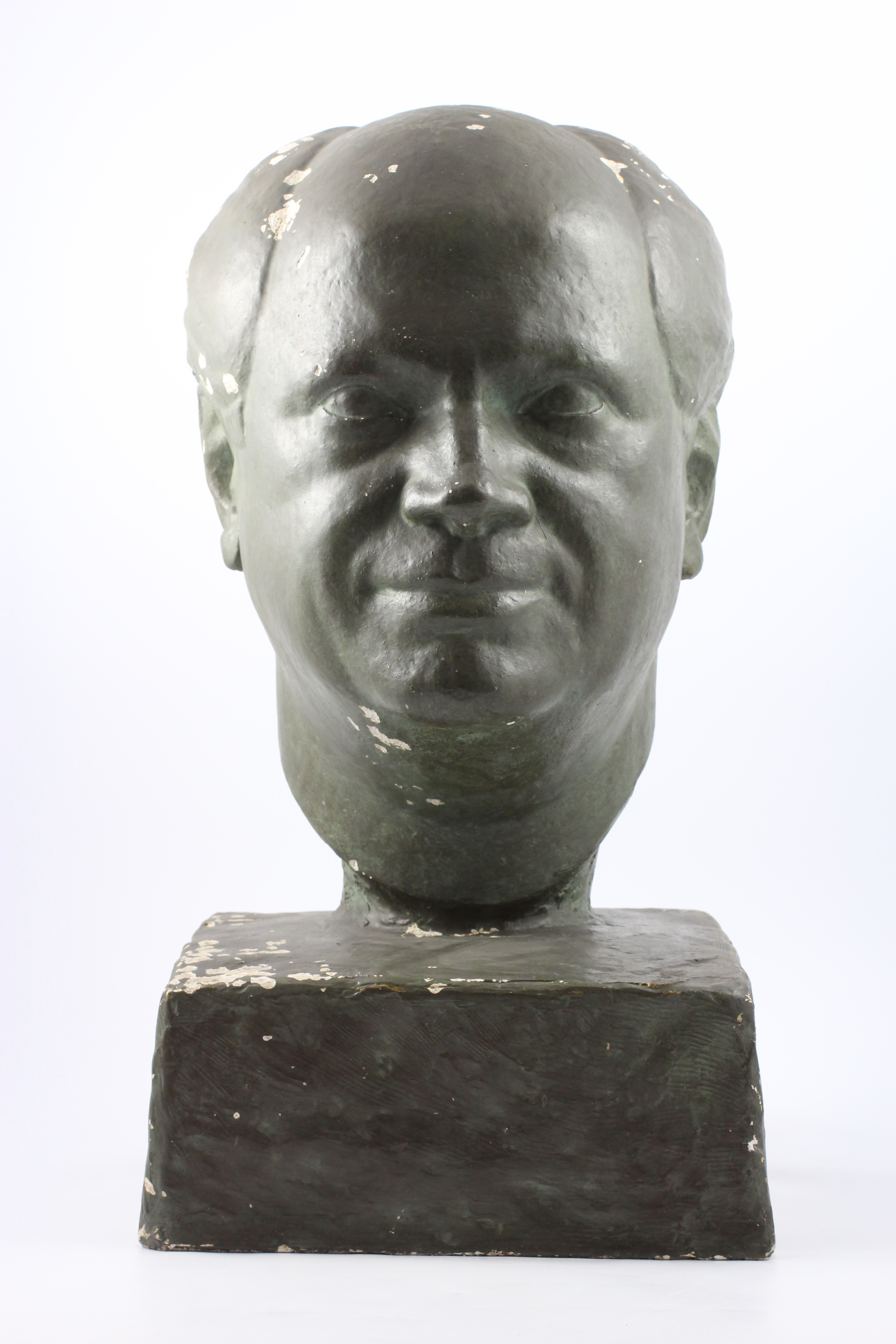
René Leriche, buste en plâtre, Musée des Hospices civils de Lyon.

De retour à Lyon après l'armistice du 22 juin 1940, il décline le poste de ministre de la Santé qui lui aurait été proposé par le maréchal Pétain. Il accepte néanmoins la présidence de l'Ordre national des médecins créé en octobre 1940 par le régime de Vichy,,.  Selon lui, il s'agissait d'éviter le pire, car les allemands auraient exigé, dans les 48 h, d'avoir un médecin responsable de tous les autres devant eux, sinon plusieurs milliers de médecins français seront obligés de travailler en Allemagne. Il aurait été choisi par le Conseil des ministres parce que chirurgien renommé « d'origine alsacienne » (connu mondialement comme professeur de l'université de Strasbourg), il était plus à même de discuter avec l'occupant.  
L'Ordre national des médecins renforce l'emprise du régime de Vichy en faisant appliquer les lois antijuives en médecine. Un numerus clausus limite à 2 % la proportion de médecins juifs par rapport à l'effectif total de médecins, département par département. Sous la direction de René Leriche, le Conseil de l'Ordre joue un rôle important dans l’exclusion des médecins juifs en participant à leur recensement, en distinguant les « bons médecins juifs » des « mauvais » en surnombre, dans leur dénonciation (liste publique des noms et adresses) et surtout dans la spoliation des cabinets « vacants » repris par de jeunes médecins cherchant à s'installer,.  
Lorsque dès l'automne 1940 (Loi du 3 octobre 1940), les médecins juifs sont écartés des comités éditoriaux des journaux médicaux, Leriche écrit qu'il ne s'agissait que de supprimer des noms de juifs de la liste des membres d'un comité de rédaction en page de titre. Il argue qu'il n'a pas obéi à cette interdiction puisque, tout en faisant disparaître les juifs du Lyon chirurgical dont il est le cofondateur en 1904 avec son ami Paul Cavaillon, il y laisse le nom de cet ami juif, ce qui lui parait « assez farce » (sic). Une autre revue, les Annales de médecine préfère quant-à elle ne plus paraître plutôt que d'écarter le professeur Robert Debré du comité de rédaction.  
Selon Leriche, le Conseil de l'Ordre avait la volonté de faire traîner les procédures « en examinant tous les cas un par un, en établissant lentement de longs dossiers ». Cette attitude lui vaut des attaques de la presse collaborationniste : Mme Leriche est accusée d'être une « juive allemande » (alors qu'elle est autrichienne non juive) et l'Ordre des médecins est même accusé, par Paris-Midi du 18 juillet 1942, d'être une « citadelle de la judéo-maçonnerie ».  
René Leriche démissionne de la présidence de l'Ordre, le 28 décembre 1942. Il écrit dans ses mémoires « qu'il a dû exclure les confrères israélites de la profession, mais qu'il l'a fait avec humanité (sic) ».  
Il est aussi membre du Conseil national du régime de Vichy. Plusieurs années après la guerre, il justifie son attitude en affirmant que le Conseil de l’Ordre des médecins a servi de bouclier face à l'occupant nazi, reprenant ainsi les mêmes arguments de l'époque, aujourd'hui démentis par les historiens, des défenseurs du gouvernement de Vichy. Comme beaucoup de personnes engagées dans la collaboration avec Vichy, il ne sera pas inquiété. Il dit avoir aidé des juifs et posséder des lettres de remerciements « d'israélites notoires qui savaient qu'ils étaient défendus au mieux de ce qui se pouvait ».

### Après-guerre
À la Libération, l'Ordre national des médecins est dissous et recréé le 24 septembre 1945. René Leriche, évincé de la fonction hospitalière publique, continue d'exercer en institution privée : il est chef de service à l'hôpital américain de Paris de 1945 à 1949, année où il prend sa retraite,.
Il conserve toutefois une grande activité en étant élu membre de l'Académie des sciences le 4 juin 1945 et de l'Académie nationale de médecine en 1945. Il est aussi élu membre de l'Académie nationale de chirurgie en 1945 et président de celle-ci de 1952 à 1953.
En 1951, à Paris, lors du congrès de la Société internationale de Chirurgie (en), à l'occasion du 50e anniversaire de la société, il est nommé président du congrès comme « hommage d'élite des chirurgiens du monde entier ».
René Leriche meurt brutalement d'un œdème aigu du poumon, le 28 décembre 1955, soit 13 ans, jour pour jour, après sa démission de la présidence de l'ordre en 1942. Sa mort survient alors qu'il était auprès de sa femme dans leur résidence familiale de vacances de Cassis où il corrigeait les épreuves de son autobiographie. Cet ouvrage posthume est publié en 1956 sous le titre (choisi par l'éditeur) Souvenirs de ma vie morte.
René Leriche est inhumé au cimetière de Sainte-Foy-lès-Lyon.

## Travaux

### Influences
Très tôt dans sa carrière, René Leriche est influencé par ses maîtres Mathieu Jaboulay pour la chirurgie vasculaire et Antonin Poncet pour l'asepsie en chirurgie. De son aîné, Alexis Carrel, il apprend le sens de l'observation,.
Lors de son voyage aux États-Unis en 1913, il est profondément marqué par William Halsted dont la chirurgie est lente, minutieuse et la moins hémorragique possible, et par Harvey Cushing pour son approche multidisciplinaire de la chirurgie des tumeurs intra-crâniennes. Leriche est alors convaincu que la chirurgie doit être scientifique et expérimentale, et qu'il fallait être, comme les américains, les héritiers chirurgicaux de Claude Bernard : la chirurgie ne doit pas être seulement « anatomique » mais aussi et surtout « physiologique ».

### Chirurgie osseuse et plaies de guerre

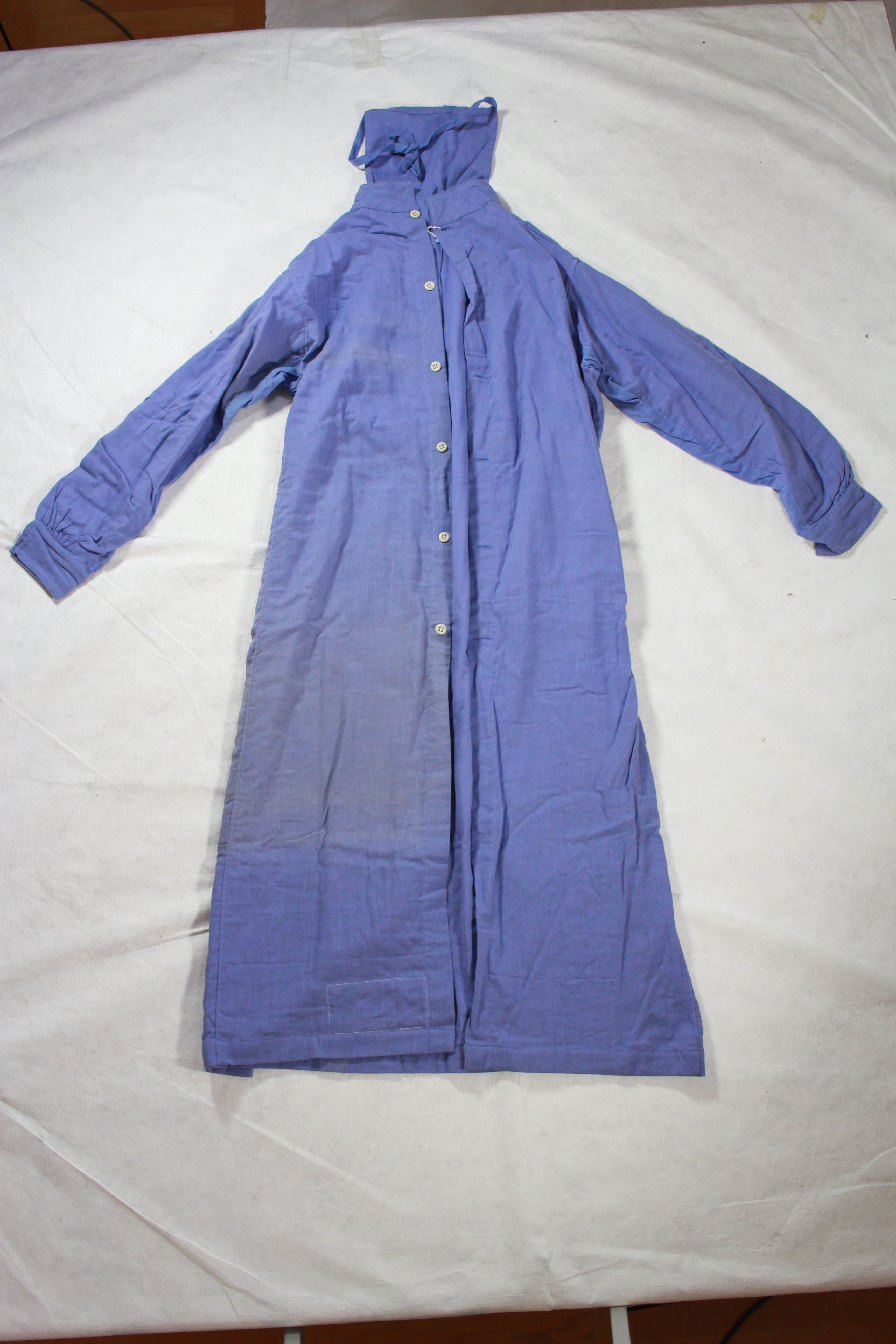
Sarrau de René Leriche, Musée des Hospices civils de Lyon.

Durant la première guerre mondiale, Leriche applique les principes d'une chirurgie précoce d'urgence dans des conditions aseptiques, publiant sur les fractures articulaires et diaphysaires, la résection du coude, la trépanation, les plaies vasculaires et les plaies de l'abdomen.
Leriche insiste sur le fait que l'os participe activement au métabolisme du calcium. La chirurgie osseuse et orthopédique ne se réduit pas à une réduction mécanique des fractures, elle doit prendre en compte les phénomènes circulatoires et nerveux intervenant dans la reconstruction osseuse (formation du cal osseux).
En 1917, il décrit son premier cas d'un syndrome douloureux chronique (déjà connu sous le nom de « maladie de Sudeck ») qu'il attribue à une atteinte lésionnelle du système nerveux sympathique (« dystrophie ou névrite sympathique »). Il rapporte la guérison de ce cas par sympathectomie locale (l'innervation périartérielle est excisée). Ce syndrome sera reconnu plus tard sous les noms de syndrome de Sudek-Leriche, algodystrophie et finalement syndrome douloureux régional complexe type 1. 
Cette approche réveille l'intérêt pour un phénomène connu depuis des siècles et cliniquement proche, celui du membre fantôme consécutif à une amputation,.

### Chirurgie vasculaire et du sympathique
Durant sa période strasbourgeoise, Leriche forme des élèves qui prolongeront son œuvre comme Michael E. DeBakey, João Cid dos Santos, René Fontaine et Jean Kunlin.
L'entre-deux guerre voit l'apparition de l'artériographie qui permet de mieux comprendre des maladies telles que l'artériopathie des membres inférieurs. Leriche est d'avis que l'athérosclérose revient à un problème local d'obstruction susceptible d'une correction chirurgicale. Il considère que le segment artériel obstrué se comporte comme un nef vasoconstricteur, ce qui peut être corrigé par sympathectomie, en l'occurrence la sympathectomie lombaire.
Cette approche conduit au développement d'infiltrations d'anesthésiques locaux dans des ganglions sympathiques ou à des résections nerveuses (ganglion stellaire dans l'angine de poitrine, section du splanchnique dans les douleurs viscérales) pour traiter toutes sortes de maladies,. 
Ces interventions, courantes au milieu du XXe siècle, seront progressivement abandonnées au profit de traitements plus sûrs et plus efficaces. Par exemple, l'arrivée des anticoagulants et l'utilisation de greffons vont renouveler la chirurgie artérielle par les élèves mêmes de Leriche. Dès les années 1950, une idée de Leriche est battue en brèche : la chirurgie du sympathique comme traitement des douleurs viscérales.

### Philosophie de la chirurgie

#### La «maladie opératoire»
Leriche révolutionne « l'agir opératoire » : il affirme que le chirurgien crée des désordres par son intervention, c'est la « maladie opératoire » où l'opérateur doit agir contre les conséquences de ses actes. Il se heurte à une forte opposition de la part de ses collègues : pour eux la « maladie opératoire » ne peut être qu'une chirurgie fautive (faute technique, faute d'asepsie…) alors que Leriche proclame l'abolition du « privilège d'innocence » de l'acte chirurgical.
« La chirurgie n'amène jamais la guérison qu'au prix d'une maladie… La chirurgie dut se discipliner. Renonçant à ses prouesses, elle chercha à se faire tolérer au moindre prix tissulaire. Ses gestes devinrent doux, mesurés, patients. Ils devinrent surtout économes de sang et de sensibilité » (La philosophie de la chirurgie, Flammarion, 1951, p.164.)
 La chirurgie se concentre de moins en moins sur l'acte opératoire en lui-même, ce n'est plus le panache d'une action libératrice, mais un travail d'équipe silencieux et posé (anesthésistes-réanimateurs, infirmiers, biologistes, histologistes, radiologues…). L'agir chirurgical se généralise et s'élargit, de la phase pré-opératoire où le chirurgien instaure une relation avec le futur opéré, jusqu'à la phase post-opératoire où le lever précoce et l'hygiène de l'opéré participent au traitement de la « maladie opératoire ». Leriche est le premier à formuler ce nouvel « esprit opératoire ».

#### Le normal et le pathologique
Leriche est connu pour ses définitions de la santé et de la maladie : 
« La santé, c'est la vie dans le silence des organes (...) la maladie, c'est ce qui gêne les hommes dans l'exercice normal de leur vie et dans leurs occupations et surtout ce qui les fait souffrir ».
Selon Ganguilhem, ces définitions sont celles du point de vue du malade (de la conscience du malade) et non pas du médecin (de la science du médecin). Leriche montre en effet que le silence des organes n'est pas forcément une absence de maladie, en ce sens il peut y avoir maladie sans malade. De même « la maladie de l'homme malade n'est pas la maladie anatomique du médecin(...) La lésion ne suffit peut-être pas à faire la maladie clinique, la maladie du malade ». Leriche envisage une représentation nouvelle de la maladie, non limitée à une lésion anatomique, mais intégrant des troubles fonctionnels où la physiologie et la pathologie deviennent, par continuité, indiscernables. 

Leriche renouvelle l'approche de la douleur qu'il ne voit pas comme une sensation « normale » reposant sur des structures anatomiques. Il rejette une idée dominante de son époque : la douleur vue comme une réaction normale de défense, un signal d'alarme utile pour le diagnostic, un « symptôme à respecter » car source d'informations. Pour Leriche, la douleur n'est pas une chose,  elle ne signifie pas et n'avertit de rien, elle complique plutôt en aggravant la maladie, : 
« La douleur est la résultante du conflit d'un excitant et de l'individu entier (...) c'est un phénomène individuel monstrueux ».
L'homme fait sa douleur, comme il fait son deuil, dans sa conscience individuelle : la douleur est une coïncidence totale de la maladie et du malade, la neuroendocrinologie étant le lieu d'interaction du physique et du moral,.

## L'homme et sa postérité

### Hommages
De petite taille et d'aspect trapu, René Leriche en impose par son charisme, son charme (« un large front, des yeux bleus et un regard doux et pénétrant ») et sa personnalité dominante. Il devient une figure « napoléonienne ». Quelle que soit la distance, il est partout dans le monde où on demande sa présence. Dans les congrès, il monte lentement à la tribune et parle sans note, posément et clairement avec une diction parfaite, la mélodie de son français captive les auditeurs étrangers.
Pour Leriche, le premier devoir humaniste du chirurgien est de savoir calmer les angoisses du malade. Il avait pour principe de faire parler les malades de leurs souffrances « L'homme que nous opérons n'est pas une mécanique physiologique ». Les qualités humaines de Leriche se manifestent aussi dans son équipe : DeBakey  souligne l'enthousiasme contagieux de Leriche, son sens de l'humour, sa résolution indomptable et l'esprit de cordialité et de camaraderie qui y régnait. Ses admirateurs soulignent son pouvoir d'observation et de déduction, ses éclairs d'inspiration et son sens des formules, : comme « Il n'y a qu'une douleur qu'il soit facile de supporter, c'est celle des autres » ou pour défendre l'idée d'une chirurgie physiologique expérimentale « L'esprit de Claude Bernard peut souffler ailleurs que dans les chenils ».
René Leriche apprécie la cuisine et les vins. Lui et sa femme aimaient recevoir à leur domicile de Strasbourg, puis Paris, et enfin à Cassis dans leur propriété de vacances « On mangeait bien chez les Leriche »,. 

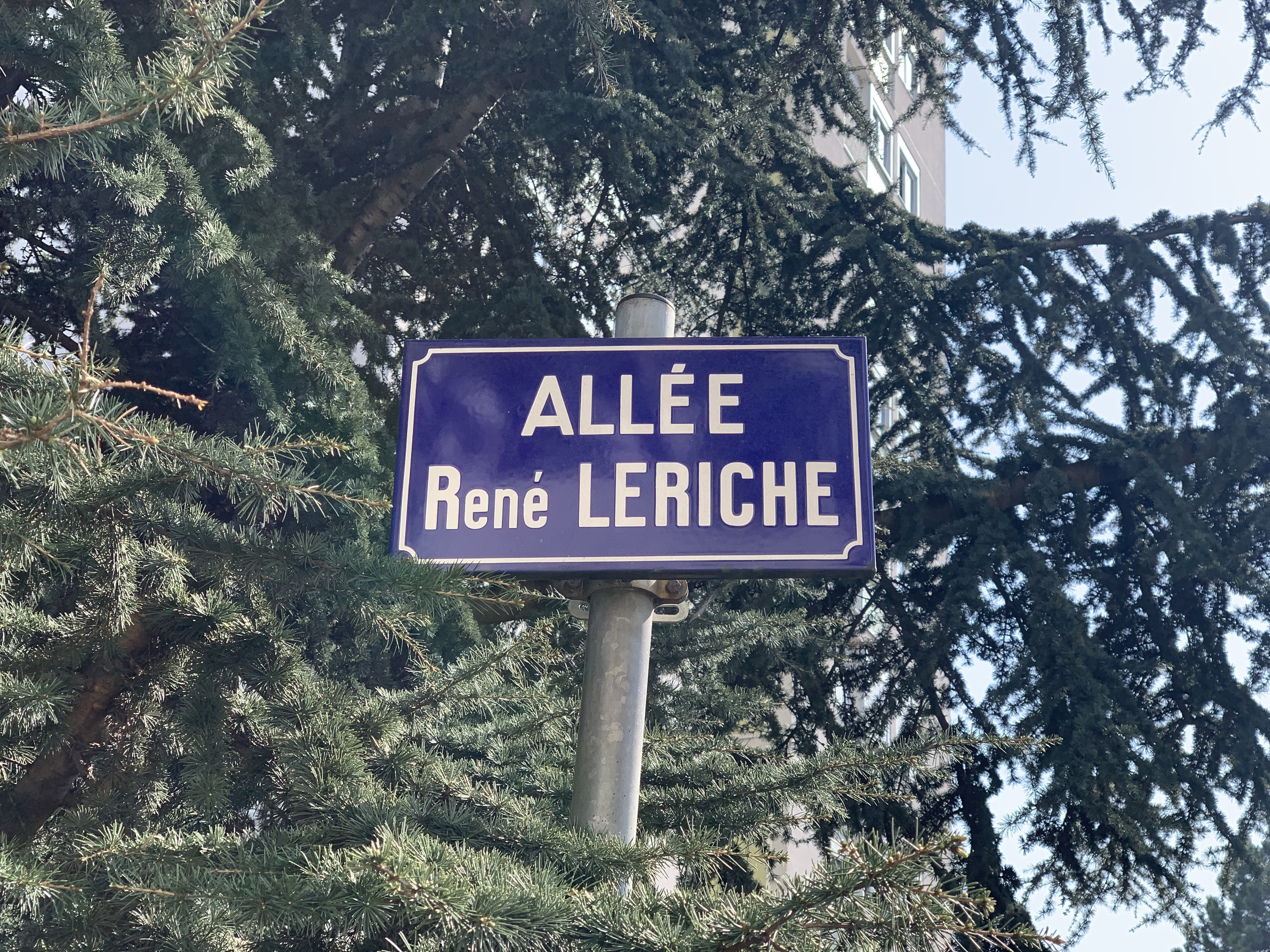
L'allée Leriche à Rosny-sous-Bois.

À sa mort, fin 1955, il reçoit un hommage universel de la communauté chirurgicale mondiale. Il a publié plus de 1400 articles chirurgicaux, ses ouvrages comme Philosophie de la chirurgie sont traduits en plusieurs langues. La société internationale de chirurgie crée le prix René Leriche récompensant chaque année un lauréat dans le domaine cardiovasculaire,. 
Un timbre postal, conçu par André Spitz, gravé par René Cottet, est émis par la France le 27 janvier 1958. 
Cette même année, Mme Leriche publie un recueil Stèle pour René Leriche réunissant des notes inédites de Leriche et des lettres d'élèves, de malades, d'amis français et étrangers.
Une voie et un pavillon de l'hôpital civil de Strasbourg portent son nom.
De nombreuses rues en France portent son nom (René Leriche ou Professeur René Leriche), notamment à Cassis, Clichy-la-Garenne, Massy et Rosny-sous-Bois.

### Retraits
À la fin du XXe siècle, l'œuvre de Leriche est reévaluée à la lumière des développements scientifiques et éthiques. Sa philosophie de la chirurgie et de la douleur demeurent valides. Il en est de même pour ses intuitions sur la neuroendocrinologie lorsqu'il souligne que la médecine est entrée dans une phase « postpasteurienne » : la causalité linéaire (une cause - un effet) en pathologie n'est plus primordiale, il s'agit de corriger des déséquilibres neuro-humoraux qui conditionnent le terrain morbide dans ses composantes chimiques.
En revanche, sur le plan technique, ses pratiques chirurgicales sur le sympathique, et ses conceptions sur les douleurs viscérales ont été fortement contestées. Sur le plan éthique, son approche humaine de la chirurgie reste respectée, notamment quand il s'interroge sur la prépondérance technique et le risque d'une chirurgie robotique dépourvue de relation chirurgien-patient. Toutefois, son respect du patient reste marqué par le paternalisme de son époque.
Au début du XXIe siècle, c'est le rôle exact de René Leriche sous l'Occupation qui est dénoncé, avec la révélation des dénonciations et spoliations des médecins juifs français,. En 2019, la Société Internationale de Chirurgie décide que le prix René Leriche ne sera plus attribué. 
Le 30 juin 2022, le bâtiment René Leriche de l’ancien hôpital Broussais est débaptisé et renommé bâtiment Ady Steg en l'honneur du jeune chirurgien résistant.

René Leriche insistait sur ce qui fait un bon chirurgien : le plein contrôle de soi, l'équilibre sur les lignes de crête, la prise de responsabilité et de décision immédiate dans les situations dangereuses,.  Il reconnaissait aussi, : 
« Tout chirurgien porte en lui un petit cimetière dans lequel il va de temps en temps faire oraison. Cimetière d’amertume et d’hysope, auquel il demande la raison de certains de ses insuccès. » (La philosophie de la chirurgie, 1951)

## Publications
- Thèse de médecine sous la direction d'Antonin Poncet, Des résections de l'estomac pour cancer : technique, résultats, immédiats, résultats éloignés, Lyon, 1906.
- Titres et travaux scientifiques, Lyon, Imprimeries réunies, 1907 (lire en ligne).
- A propos du traitement chirurgical de la symphyse du péricarde et de la médiastino-péricardite, Bulletin de la Société de chirurgie de Lyon, Paris, Masson, janvier 1911 (lire en ligne).
- De l'asepsie pure et des moyens physiques dans le traitement des plaies de guerre à leurs différents stades. Chimiothérapie ou Physiothérapie, Bulletin de la Société de chirurgie de Lyon, Paris, Masson (lire en ligne), janvier-février 1916.
- (en) Avec le concours du chirurgien consultant des forces britanniques en France, The treatment of fractures, vol. 1, University of London Press (lire en ligne).
- (en) Avec le concours du chirurgien consultant des forces britanniques en France, The treatment of fractures, vol. 2, University of London Press (lire en ligne).
- (en) Some researches on the peri-arterila sympathetics, Annals of Surgery, octobre 1921 (lire en ligne).
- (en) Surgery of the sympathetic system. Indications and results, Annals of Surgery, septembre 1928 (lire en ligne).
- (en) The problem of osteo-articular diseases of vasomotor origine. Hydrarthrosis and Traumatic Arthritis : Genesis and Treatment, Journal of Bone and Joint Surgery, 1928 (lire en ligne).
- (en) The Listerian Idea in 1939, British Medical Journal, 1939 (lire en ligne).
- La chirurgie de la douleur, Paris, Masson & Cie, 1940.
- La chirurgie à l'ordre de la vie, Paris / Aix-les-Bains, O. Zeluck, 1944.
- La chirurgie, discipline de la connaissance, Nice, La Diane Française, 1949.
- Anévrysmes artériels et fistules artério-veineuses, Paris, Masson & Cie, 1949.
- La philosophie de la chirurgie, Paris, Flammarion, Bibliothèque de philosophie scientifique, 1951.
- Souvenirs de ma vie morte, Éditions du Seuil, 1956, 252 p. (ISBN 2-02-002078-5).

### En collaboration
- Rapport présenté par Messieurs Antonin Poncet et René Leriche, Pathogénie des ankyloses spontanées et particulièrement des ankyloses vertébrales, Association française pour l'avancement des sciences, Congrès de Lyon, 2-7 août 1906 (lire en ligne).
- (en) avec André Morel, The Syndrome of Thrombotic Obliteration of the Aortic Bifurcation, Annals of Surgery, février 1948 (lire en ligne).

## Éponymie

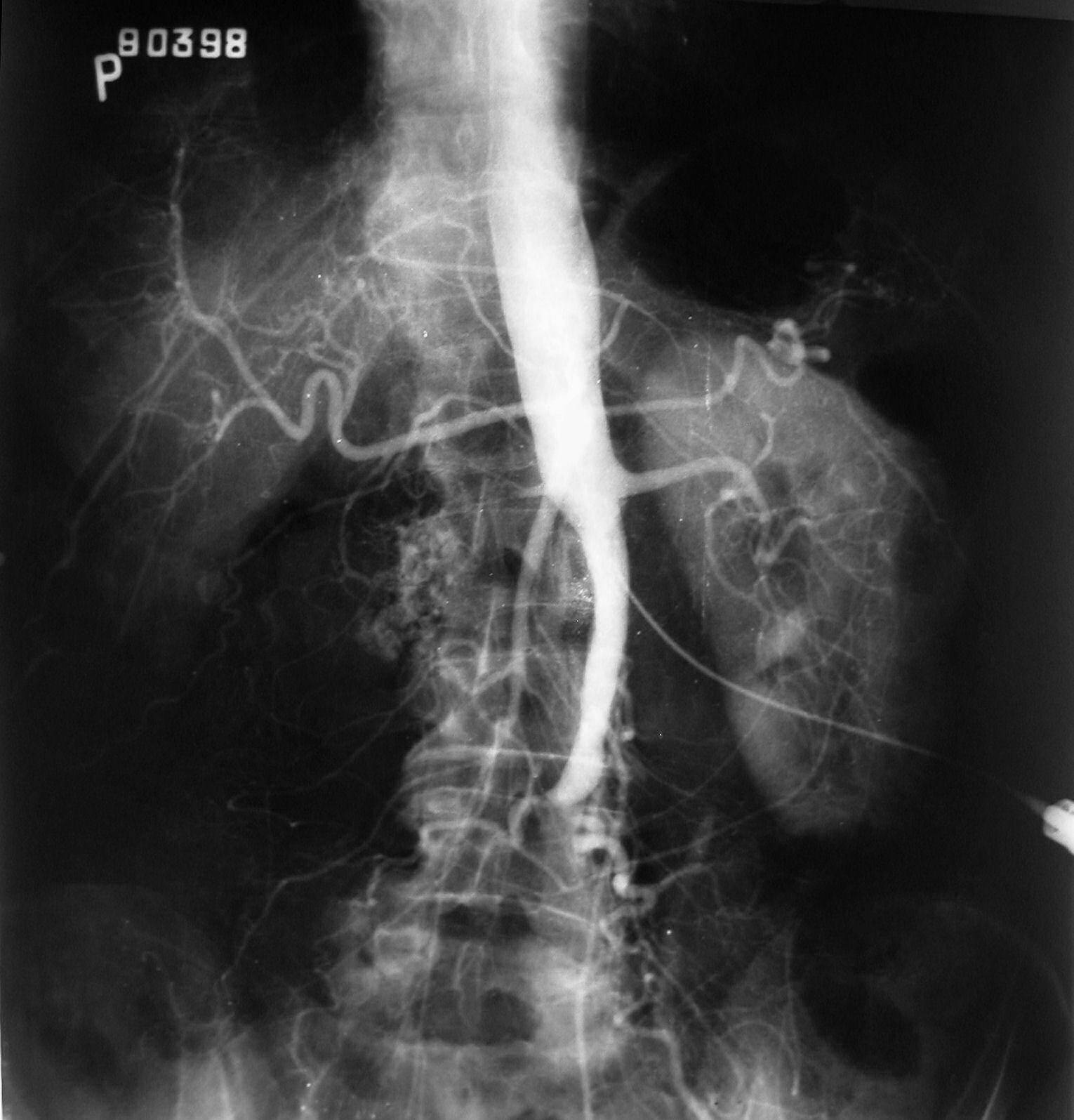
Syndrome de Leriche (angiographie).

### Médecine
- Classification de Leriche et Fontaine : degré en quatre stades de l'artérite oblitérante des membres inférieurs.
- Loi de Leriche et Policard : toute vasodilatation entraîne à la longue une résorption osseuse.
- Syndrome de Leriche : oblitération thrombotique de la bifurcation aortique[47].
- Syndrome de Sudeck-Leriche ou maladie de Leriche : syndrome douloureux régional complexe (algoneurodystrophie)
- Traitement de Leriche : infiltration locale d'anesthésique pour les entorses.

### Chirurgie
- Incision de Leriche :  1) pour l'abord du premier ganglion sympathique lombaire 2) pour une sympathectomie sous-péritonéale.
- Opération de Leriche : dénervation sympathique (ou sympathectomie) par décortication artérielle pour le traitement de l'artérite des membres inférieurs ; désigne aussi d'autres opérations (ablation du ganglion stellaire, du nerf splanchnique etc ).

### Instruments
- Crochet de Leriche : crochet neurochirurgical avec une extrémité mousse comportant un petit œillet.
- Pinces de Leriche : différents types de pince hémostatique.
- Ténotome de Leriche : petit bistouri à manche rond, utilisé en neurochirurgie.
- Valve de Leriche : écarteur abdominal à manche.

D'après A. Manuila, Dictionnaire français de médecine et de biologie en quatre volumes, Masson, 1970-1975.

## Distinctions et reconnaissance

### Décorations françaises
- Grand officier de la Légion d'honneur
- Croix de guerre 1914-1918
- Médaille interalliée 1914-1918
- Médaille commémorative de la guerre 1914-1918
- Commandeur de l'ordre de la Santé publique
- Ordre de la Francisque[48]

### Décorations étrangères
- Grand officier de l'ordre National et Mérite (Haïti)
- Commandeur de l'ordre de Vasa (Suède)
- Commandeur de l'ordre de Léopold (Belgique)
- Commandeur de l'ordre de Santiago (Portugal)
- Officier de l'ordre de Saint-Sava (Yougoslavie)
- Croix du mérite sanitaire (Roumanie)
- Médaille de l'université Charles de Prague
- Médaille de l'université de Mexico
- Médaille de l'université de Lima
- Médaille de l'université de Recife

### Prix et distinctions diverses
- Prix Laborie de l'Académie nationale de médecine (1916)
- Médaille internationale de chirurgie (1931)
- Médaille Miahle de la Société de chirurgie d'Oslo (1933)
- Médaille de l'Université libre de Bruxelles (1936)
- Lister Medal (en) (1939)
- Président des Amis de l'université de Strasbourg
- Membre d'honneur du Comité des écrivains d'Alsace et de Lorraine
- Citoyen d'honneur de la ville d'Aix-les-Bains
- Conseiller honoraire étranger de la Sociedad Argentina (1954)

### Sociétés savantes
Parmi les principales :
- Membre de l'Académie des sciences (4 juin 1945)
- Membre de l'Académie nationale de médecine (1945)
- Membre (1945) et président de l'Académie nationale de chirurgie (de 1952 à 1953)
- Membre (1945) et président la Société de biologie (de 1951 à 1955)
- Membre de la Société médicale des hôpitaux de Paris (1945)
- Membre de la Société nationale de médecine et des sciences médicales de Lyon (1945)
- Membre honoraire du Royal College of Surgeons of England (1949)
- Membre honoraire de l'American College of Surgeons (1949)
- Membre d'honneur de la Koninklijke Vlaamse Academie van België voor Wetenschappen en Kunsten (1952)

### Titres universitaires et hospitaliers
- Interne des hôpitaux de Lyon (1902)
- Prosecteur à la faculté de médecine de Lyon (1905)
- Docteur en médecine de la faculté de médecine de Lyon (1906)
- Chef de clinique chirurgicale (1906)
- Agrégé de l'université de Lyon (1910)
- Chirurgien des hôpitaux de Lyon (1919)
- Chargé de cours de chirurgie expérimentale (1920)
- Professeur de clinique chirurgicale à la faculté de médecine de Strasbourg (1924)
- Professeur de pathologie chirurgicale à la faculté de médecine de Lyon (1932)
- Chargé de la suppléance du Pr Charles Nicolle au Collège de France (1936)
- Professeur au Collège de France (1937)

### Titres honorifiques
- Docteur ès sciences de l'université Harvard (1929)
- Professeur de chirurgie pro tempore à Peter Bent Brigham Hospital (en), université Harvard (1929)
- Professeur de chirurgie pro tempore à Lakeside Hospital, Western University, Cleveland (1929)
- Docteur en droit de l'université de Glasgow (1935)
- Docteur honoris causa de nombreuses universités étrangères[49]

### Congrès
- Président du Congrès français de chirurgie (1933)
- Président du Congrès de la Société Internationale de Chirurgie (SIC) (1951)
- Président de la Société européenne de chirurgie vasculaire (1951)
- Membre d'honneur du Collège allemand de chirurgie (1951)